# Georg Wilhelm xứ Brandenburg
Georg Wilhelm (13 tháng 11, 1595 – 1 tháng 12 năm 1640) là một quý tộc vương triều Hohenzollern, với tước vị Phiên địa bá tước và Tuyển hầu của xứ Brandenburg, đồng thời là Công tước Phổ từ năm 1619 cho tới khi mất. Triều đại của ông nổi bật với sự cai quản thiếu hiệu quả trong suốt Chiến tranh Ba mươi năm. Ông là cha của Frederick William, "Tuyển hầu tước vĩ đại".